# Heinrich Franz von Bombelles
Heinrich Franz von Bombelles (Versailles, 26 giugno 1789 – Savenstein, 31 marzo 1850) è stato un diplomatico austriaco.
Fu uno degli educatori dell'imperatore Francesco Giuseppe d'Austria.

## Biografia
Bombelles era il figlio del generale, diplomatico e poi vescovo francese marchese Marc Marie de Bombelles e di sua moglie, la principessa Angélique de Mackau.
Nel 1805 entrò nell'esercito austriaco, combattendo in Italia e nel 1813, col grado di capitano, prese parte alla battaglia di Lipsia. In seguito accompagnò il conte Maximilian Friedrich von Merveldt a Londra, prendendo poi parte alla campagna militare del 1815 come aiutante di campo dell'arciduca Ferdinando. In seguito venne destinato alla carriera diplomatica e fu ambasciatore a San Pietroburgo, poi in Portogallo ed infine alla corte di Torino. Nel 1836 venne chiamato a corte a Vienna con l'incarico di istruire i nipoti di Francesco I d'Austria, il futuro Francesco Giuseppe ed i suoi fratelli, accompagnandoli nel maggio 1848 a Innsbruck durante la fuga a causa dei moti rivoluzionari scoppiati nella capitale austriaca.
Metternich considerava Heinrich Franz von Bombelles il tutore adatto del futuro erede al trono: "Bombelles è in quel ristretto numero di persone che, per innata inclinazione, pensano ciò che io penso, vedono ciò che vedo io e desiderano ciò che io voglio". Il marchese di Bombelles era inoltre considerato uno dei pilastri più importanti per il mantenimento solido del ruolo della chiesa cattolica alla corte imperiale. Durante la rivoluzione del 1848/49, i rivoluzionari lo chiamarono "Giuda, l'arci-canaglia" e giunsero ad appendere per Vienna dei fantocci con le sue sembianze con appesi cartelli "L'origine di ogni male".
Morì il 31 marzo 1850 a Saveenstein, nella Bassa Carniola (attuale Slovenia).
Suo fratello, Ludwig Philipp von Bombelles, fu anch'egli un diplomatico austriaco e confidente di Metternich. Charles-René de Bombelles (1785-1856), l'altro suo fratello, fu ciambellano e ministro alla corte di Parma, nonché terzo marito dell'arciduchessa Maria Luisa d'Austria.